# Bitwa pod Kamieniem
Bitwa pod Kamieniem – walki oddziałów 1 Dywizji Litewsko-Białoruskiej z oddziałami sowieckimi w czasie wojny polsko-bolszewickiej.

## Geneza
W maju 1920, po zajęciu Kijowa i zdobyciu przyczółków mostowych po wschodniej stronie Dniepru, wojska polskie przeszły do obrony. Wódz Naczelny Józef Piłsudski zdawał sobie sprawę z tego, że nie udało mu się rozbić większych sił nieprzyjaciela, a jedynie zmusił je do wycofania się dalej na wschód. Stąd też planował nowe uderzenie, tym razem na północnym odcinku frontu wschodniego. W tym czasie dowódca Frontu Zachodniego Michaił Tuchaczewski grupował wojska na wschodnim brzegu Berezyny i także przygotowywał je do ofensywy.
Wchodząca w skład polskiej 1 Armii gen. Stefana Majewskiego 1 Dywizja Litewsko-Białoruska gen. Jana Rządkowskiego broniła odcinka frontu od jeziora Domżeryckiego do jeziora Woroń. Rejon Lepla obsadzały oddziały II Brygady Litewsko-Białoruskiej.

## Walczące wojska
| Jednostka                            | Dowódca                   | Podporządkowanie   |
| Wojsko Polskie                       |                           |                    |
| Dywizja Litewsko-Białoruska          | gen. Jan Rządkowski       | 1 Armia            |
| ⇒ Wileński pułk strzelców            | mjr Stanisław Bobiatyński | Dywizja Lit.-Biał. |
| → I/ wileńskiego ps                  |                           | Wileński ps        |
| → II/ wileńskiego ps                 |                           | Wileński ps        |
| → szwadron 3 pułku strzelców konnych |                           | Dywizja Lit.-Biał. |
| Armia Czerwona                       |                           |                    |
| oddziały ACz                         |                           |                    |

## Walki pod Kamieniem
W pierwszej dekadzie maja 1920 dowództwo polskiej 1 Armii zarządziło dokonanie wypadu na Kamień siłami 1 Dywizji Litewsko-Białoruskiej. Jego celem było rozpoznanie sił przeciwnika koncentrujących się pod Leplem. Dowódca dywizji gen. Jan Rządkowski powierzył to zadanie wileńskiemu pułkowi strzelców, wzmocnionemu kawalerią dywizyjną.
Nocą 8 maja I batalion pułku ruszył na Kamień przez Stare Sioło, II batalion przez Studzienną – Pligówkę i dalej wzdłuż traktu Lepel – Kamień. Szwadron 3 pułku strzelców konnych miał obejść Kamień od południowego wschodu i uderzyć na tyły przeciwnika. Strzelcy konni zostali jednak zatrzymani przez piechotę sowiecką pod Borem i pod Kamień nie dotarli. O świcie II batalion uderzył na miasteczko od południowego zachodu, a I batalion od północnego wschodu i około  6.30 polska piechota opanowała Kamień. Sowiecka załoga broniła się jeszcze koło cerkwi i na cmentarzu żydowskim. Około 7.00 od strony Korniłówki, Kabaka i folwarku Ostrowno na pozycje polskie uderzyły sowieckie odwody. Wspierane ogniem trzech baterii artylerii i ogniem broni maszynowej tyraliery czerwonoarmistów atakowały „na bagnety”. Poszczególne kompanie polskie musiały przebijać się w walce wręcz na pozycje wyjściowe. Około 14.00 bataliony przybyły do Lepla.

## Bilans walk
Wypad zakończył się połowicznym sukcesem. Przyprowadzono kilku jeńców, których zeznania potwierdziły informacje o koncentracji dużych sił przeciwnika. Straty batalionu to 39 poległych, rannych i zaginionych.